# NextEra Energy
NextEra Energy, Inc. (NEE) es una empresa energética la cual se encuentra dentro de la lista Fortune 500 con aproximadamente 45.900 megavatios de capacidad de generación, sus ingresos son de más de $ 17 mil millones (2017) y aproximadamente tiene 14.000 empleados en todo Estados Unidos y Canadá. Sus subsidiarias incluyen Florida Power & Light (FPL), NextEra Energy Resources (NEER), NextEra Energy Partners (NEP) y NextEra Energy Services (FPL), la más grande de las subsidiarias, entrega electricidad regulada a aproximadamente 5 millones de cuentas de clientes, o aproximadamente 10 millones de personas, en casi la mitad de la Florida y es la tercera empresa de servicios eléctricos más grande de los Estados Unidos. NEER, junto con sus entidades afiliadas, es el mayor generador mundial de energía renovable a partir del viento y energía solar. Además de la energía eólica y solar, NextEra Energy Resources posee y opera plantas generadoras que funcionan con gas natural, energía nuclear y petróleo. La compañía se ubicó en el puesto 167 en el 2018 de Fortune 500 de las corporaciones más grandes de los Estados Unidos por ingresos.

## Fusiones y adquisiciones
El 4 de diciembre de 2014, NextEra Energy anunció sus planes para comprar Hawaiian Electric Industries por $ 4,3 mil millones. Sin embargo, en julio de 2016, la Comisión de Servicios Públicos de Hawái rechazó la oferta en una votación de 2-0 sobre las dudas sobre el compromiso de NextEra Energy con la meta de energía renovable del estado, que puso fin al acuerdo de fusión. La fusión propuesta contó con el apoyo de más de 25 grupos locales, incluidos la AFL-CIO del Estado de Hawái y la Cámara de Comercio de Hawái.
El 30 de julio de 2016, NextEra Energy y Energy Future Holdings, empresa matriz de la empresa de servicios públicos con sede en Texas Oncor Electric Delivery, alcanzaron un acuerdo de fusión de $ 18.7 mil millones, pero el acuerdo se canceló en julio de 2017 después de que la Comisión de Servicios Públicos de Texas rechazó la oferta por desacuerdo en el control de la junta directiva de oncor. En julio de 2017 se presentaron otras dos ofertas competitivas por la compra de Oncor, incluida una oferta de $ 17.5 mil millones de Berkshire Hathaway Energy y una oferta de $ 18.5 mil millones de Elliott Management Corporation.
En enero de 2018, NextEra Energy expresó interés con los miembros del Senado de Carolina del Sur sobre una posible compra de SCANA y Santee Cooper. Dominion Energy ofreció $ 14.6 mil millones para comprar SCANA, pero los legisladores de Carolina del Sur criticaron duramente la propuesta por la falta de ayuda a los futuros contribuyentes. En febrero de 2018, NextEra Energy presentó una propuesta de $ 15.9 mil millones para comprar Santee Cooper e informó a los legisladores de Carolina del Sur.
En mayo de 2018, NextEra Energy anunció que planeaba comprar Gulf Power Company, el mayor productor de electricidad en el noroeste de la Florida, de Southern Company con un acuerdo de $ 6,4 mil millones, en espera de la aprobación de los reguladores. La adquisición, que amplió la base de clientes residenciales combinados de NextEra Energy en Florida aumentó aproximadamente a un 51% de la población del estado, con el acuerdo que se completó el 1 de enero de 2019.

## Asuntos Corporativos

### Litigación
En enero de 2018, NextEra Energy, junto con Entergy, se retiraron del Instituto de Energía Nuclear (NEI) debido a desacuerdos sobre la agenda del grupo comercial. En febrero de 2018, NextEra Energy presentó una demanda contra NEI, acusando al grupo comercial de "represalias" y "extorsión", alegando que NEI revocó su capacidad para acceder al Sistema de Datos de Acceso de Personal (PADS), la base de datos de personal de la industria nuclear, a menos que sean pagados $ 860,000. El presidente y CEO de NEI respondió que la organización "niega con vehemencia todas las acusaciones en la demanda de NextEra y defenderá vigorosamente su posición en el tribunal" y que "NextEra perdió la capacidad de participar en PADS al elegir suspender su membresía de NEI".
En junio de 2018, el Tribunal de Apelaciones de Estados Unidos para el Undécimo Circuito rechazó la reclamación de NextEra Energy por una deducción fiscal de $ 97 millones por $ 200 millones pagados en cuotas de contrato al gobierno federal para el Fondo de Desechos Nucleares. NextEra Energy intentó deducir los pagos realizados entre 2003 y 2010 por "la eliminación de los desechos radiactivos producidos por las centrales nucleares operadas por las subsidiarias Florida Power & Light Co. y NextEra Energy Resources", pero el tribunal estimó que las tarifas del contrato "no califican según las pérdidas de responsabilidad especificadas".
En agosto de 2018, NextEra Energy recibió una orden de cese y desistimiento por parte de los funcionarios del estado de Oklahoma en relación con la construcción de aerogeneradores que violaban la ley estatal. La ley del estado de Oklahoma, que entró en vigencia en mayo de 2018 para proteger el espacio al aire libre, establece que los desarrolladores tienen que obtener una determinación de "no peligro" para cada turbina de la Administración Federal de Aviación (FAA) o deben elaborar un plan de mitigación con el Departamento de Defensa de los Estados Unidos (DoD), y luego enviar la notificación de los mismos a la Comisión de la Corporación de Oklahoma antes de que comience la construcción. NextEra Energy había presentado casos de evaluación de obstrucciones para la construcción de aerogeneradores en Oklahoma con la FAA en marzo de 2018, pero la FAA aún tenía que emitir determinaciones en el momento en que se emitió la orden de cese y desistimiento.

### Finanzas
Para el año fiscal 2017, NextEra Energy reportó ganancias de US $ 5,378 billones, con un ingreso anual de US $ 17,195 billones, un incremento de 6.4% con respecto al ciclo fiscal anterior. Las acciones de NextEra Energy se negociaron a más de $ 97 por acción, y su capitalización de mercado se valoró en más de US $ 80,4 mil millones en octubre de 2018.
| Año  | Ingresos en mil. USD $ | Ingresos netos en mil. USD $ | Los activos totales en mil. USD $ | Precio por acción en USD $ | Empleados |
| ---- | ---------------------- | ---------------------------- | --------------------------------- | -------------------------- | --------- |
| 2005 | 11,846                 | 901                          | 32,990                            | 27.18                      |           |
| 2006 | 15,710                 | 1,281                        | 35,822                            | 29.78                      |           |
| 2007 | 15,263                 | 1,312                        | 40,123                            | 42.98                      |           |
| 2008 | 16,410                 | 1,639                        | 44,821                            | 42.17                      |           |
| 2009 | 15,643                 | 1,615                        | 48,458                            | 39.42                      |           |
| 2010 | 15,317                 | 1.957                        | 52.994                            | 39.52                      |           |
| 2011 | 15,341                 | 1,923                        | 57,188                            | 44.47                      |           |
| 2012 | 14,256                 | 1,911                        | 64,439                            | 54.78                      |           |
| 2013 | 15,136                 | 1,908                        | 69,306                            | 68.93                      | 13,400    |
| 2014 | 17,021                 | 2,465                        | 74,605                            | 85.88                      | 13,400    |
| 2015 | 17,486                 | 2,752                        | 82,479                            | 93.97                      | 14,300    |
| 2016 | 16,155                 | 2,912                        | 89.993                            | 113.00                     | 14,700    |
| 2017 | 17,195                 | 5,378                        | 97,827                            | 137.16                     | 14,000    |

### Política
Durante las primarias presidenciales del Partido Republicano de 2016, NextEra Energy donó $ 1 millón a un Super PAC que apoyó la candidatura presidencial de Jeb Bush.

### Causas caritativas
En septiembre de 2017, la Fundación NextEra Energy con el brazo caritativo de NextEra Energy, donó $ 1 millón al Fondo de Desastres de la Florida y unió contribuciones individuales de los empleados tras el huracán Irma.

## Premios y honores
Los premios y honores recientes recibidos por NextEra Energy se enumeran a continuación:
- Clasificado como el número 34 como "Los mejores empleadores del mundo" por Forbes en 2017[18][19]

- Ocupa el puesto número 21 entre las principales compañías mundiales que buscan "Cambiar el mundo" por Fortune en 2018[20][21]

- Ocupa el puesto número 1 entre las empresas de servicios de electricidad y gas para "Compañías más admiradas" por Fortune en 2018[22][23]

- Nombrado como una de las "Compañías más éticas del mundo" por el Instituto Ethisphere en 2018[24][25]